# Дипломатія канонерок

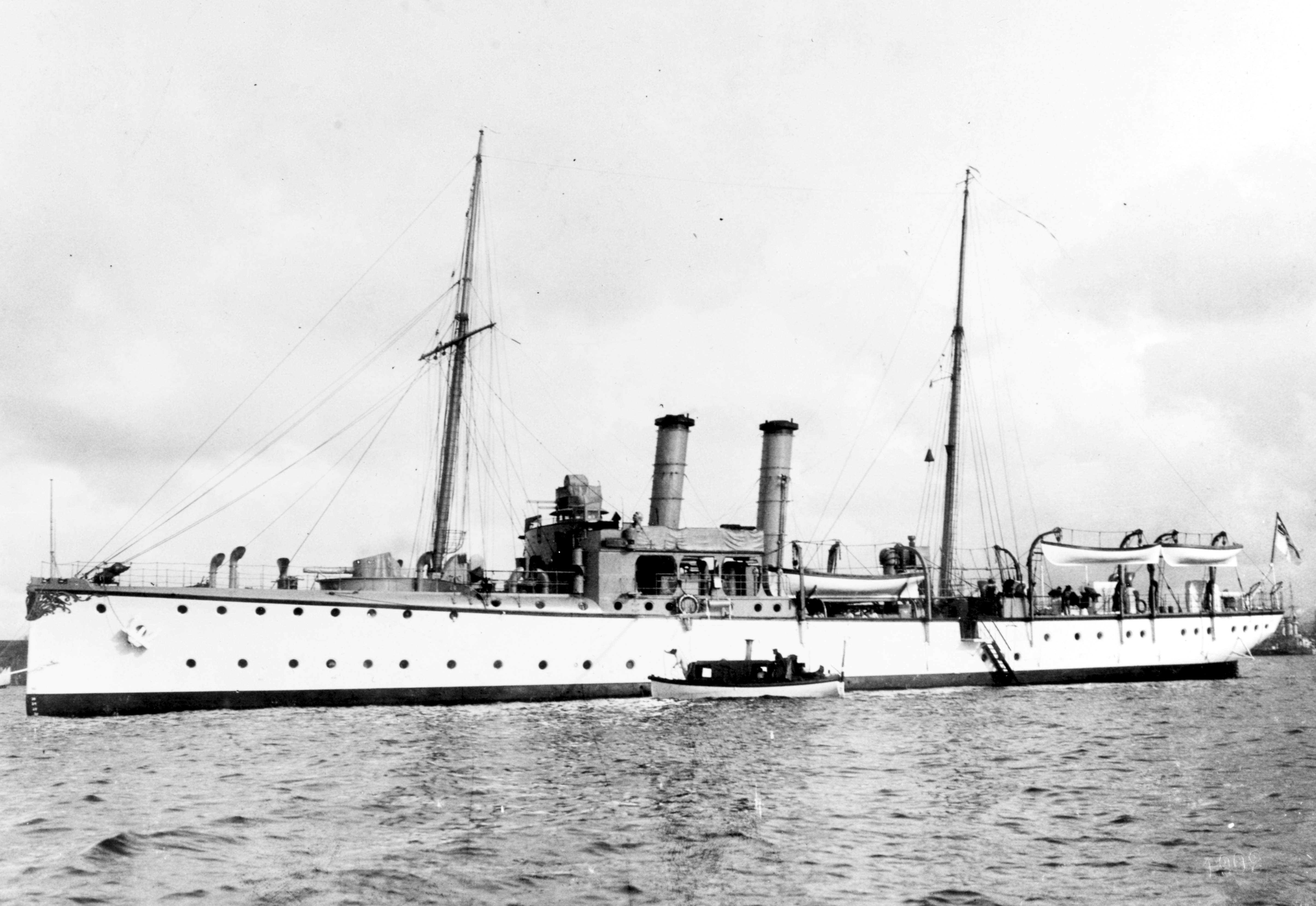
SMS Panther, приклад використання дипломатії канонерок Німеччиною

Дипломатія канонерок (англ. gunboat diplomacy) — спосіб досягнення цілей зовнішньої політики шляхом демонстрації військово-морської сили. Сильніша держава у такий спосіб загрожує застосуванням військової сили чи веде обмежені бойові дії проти слабшої, аби примусити її пристати на висунуті умови.
Термін з'явився наприкінці XIX сторіччя, але сам метод вже був опрацьований британцями на кілька десятиріч раніше — першим прикладом «дипломатії канонерок» називають «справу Пасіфіко», конфлікт між Великою Британією і Грецією у 1847—1850 роках.
Термін походить від слова «канонерка» — так називали найменші артилерійські кораблі, використання яких було найдешевшим. Канонерки і справді використовували у таких епізодах як Агадірська криза чи відділення Панами від Колумбії. Водночас, у випадку якщо різниця військових потенціалів сторін менш помітна, для досягнення необхідного ефекту може знадобитися залучення ескадр, що включають основні кораблі.

## В кіно
У фільмі «Піщана галька» (США, 1966 г.) показано застосування канонерок в Китаї під час «ери мілітаристів» 1916—1928 років.